# Rezolucja Rady Bezpieczeństwa ONZ nr 1751
Rezolucja Rady Bezpieczeństwa ONZ nr 1751 została przyjęta 13 kwietnia 2007 podczas 5660. posiedzenia Rady.
Jedyną decyzją zawartą w tej wyjątkowo krótkiej rezolucji jest przedłużenie mandatu misji MONUC do 15 maja 2007. 